# Federico Alfredo Legler
Federico Alfredo Legler, detto Fredy (Schwanden, 1916 – Ponte San Pietro, 21 settembre 2002), è stato un imprenditore svizzero.

## Biografia
Dopo la laurea in Economia e commercio all'Università di Colonia nel 1940, diventa dirigente del Cotonificio Legler, l'azienda di famiglia.
Poliglotta (quattro lingue conosciute e parlate) e uomo di grande cultura, aperto e attento alle nuove idee e innovazioni, in particolare nel settore tessile, trasferisce ben presto le conoscenze e l’esperienza acquisita in Europa e nel mondo in progetti industriali che si dimostreranno vincenti.
Nel 1954 diventa, insieme al cugino Matteo, amministratore delegato dell’azienda, ampliando a livello internazionale lo sviluppo dei rapporti commerciali e affermando il marchio Legler in particolare nella produzione di tessuti di cotone di qualità per il nascente e prestigioso mondo dell’alta moda in cui lavorerà fino alla fine degli anni Sessanta. In questo periodo avviene la collaborazione con lo stilista Hubert de Givenchy. 
Nel 1962, fonda la Vestro, primo modello in Italia di vendita su catalogo e per corrispondenza e nel 1963, crea Prénatal, che in poco tempo diventa la principale catena italiana di prodotti per la maternità e prima infanzia.
Agli inizi degli anni Settanta, Fredy effettua una radicale svolta nella produzione tessile, introducendo sul mercato italiano ed internazionale il tessuto denim per la confezione dell’abbigliamento jeans. Diventa presidente, alternandosi successivamente con il cugino Matteo, del neonato Gruppo tessile Legler, comprendente, oltre allo stabilimento di Ponte San Pietro, il nuovo stabilimento di Macomer in Sardegna, quello di Crespi d’Adda, Paesana e quelli di San Gallo in Svizzera.
Nel 1988 viene nominato Cavaliere del lavoro dal presidente della Repubblica Francesco Cossiga.
Il “boom” commerciale del denim determina una grande crescita fino agli anni Ottanta, quando la radicale trasformazione dell’economia mondiale e gli inequivocabili segnali di crisi irreversibile del settore tessile europeo, lo convincono ad allearsi inizialmente con il Gruppo tessile Polli e successivamente a cedere definitivamente la proprietà[1].
Negli anni Novanta si dedica alla creazione della Fondazione Famiglia Legler, specializzata nelle ricerche storiche e nella conservazione degli archivi d’impresa.
La passione per il volo e l’aeronautica lo portano, nell’ottobre 2001, a essere coinvolto in un grave incidente con l’elicottero a Zurigo.
Morirà dopo un anno di coma.

## Archivio
L'archivio del Cotonificio Legler, essendo soprattutto un archivio di prodotto, nasce seguendo i cambiamenti interni dell'impresa. Conserva documentazione relativa all'iniziale attività di produzione di tessuti per la casa, la successiva collaborazione con l'alta moda e l'ulteriore cambio di produzione, legata alla lavorazione del denim. Il fondo Legler si divide in archivio cartaceo, con documentazione relativa alla contabilità, e alla pubblicità, con dépliant e folder pubblicitari di rappresentanza; archivio fotografico, con 30.000 pezzi, dal 1875 al 2000; e il campionario tessuti, con più di 4.000 campioni